# Walter Georgii (Meteorologe)

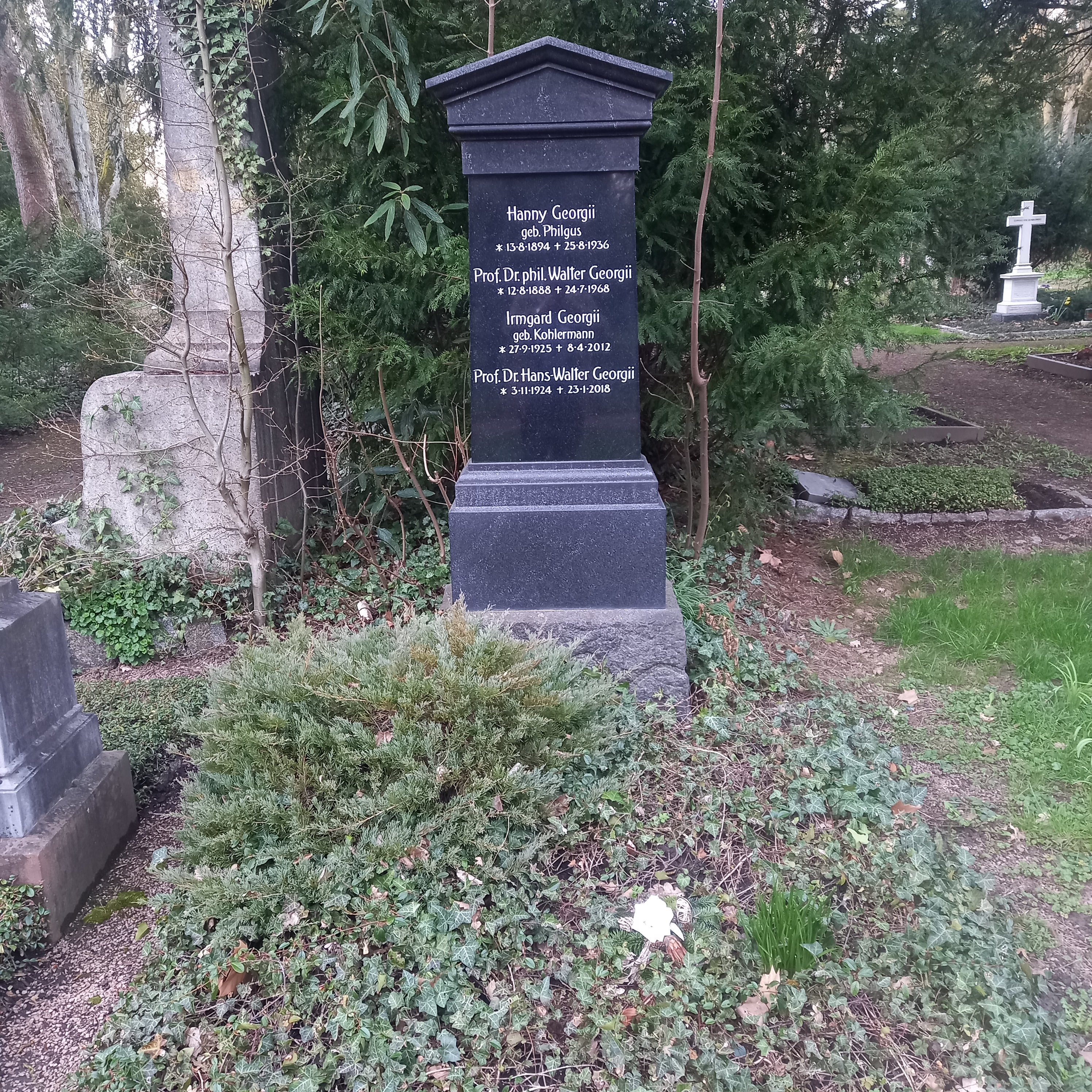
Das Grab von Walter Georgii und seiner Ehefrau Hanny geborene Philgus im Familiengrab auf dem Hauptfriedhof (Frankfurt am Main)

Walter Georgii (* 12. August 1888 in Meiningen; † 24. Juli 1968 in München) war ein Meteorologe und ein Pionier der Segelflugforschung, Leiter der Forschungsführung bei der Luftwaffe.

## Leben
Georgii studierte in Jena und Leipzig Physik, Mathematik und Geographie. Er schloss das Studium 1913 mit einer Promotion über das Klima seiner Heimatstadt Meiningen ab, 1914 legte er zusätzlich das Staatsexamen ab. Seit seinem Studium in Leipzig war er Mitglied der Leipziger Universitäts-Sängerschaft zu St. Pauli in Mainz (Deutsche Sängerschaft). Im Ersten Weltkrieg war er als Meteorologe vor Verdun und in Nordafrika (Ägypten) eingesetzt. 1919 habilitierte er an der Universität Frankfurt, wo er anschließend bis 1924 die Abteilung Wetterdienst des Universitätsinstituts für Meteorologie und Geophysik leitete. 1924/25 leitete Georgii eine Abteilung der Reichssee- und Wetterwarte Hamburg. 1926 wurde er als außerordentlicher Professor für Flugmeteorologie an die Technische Hochschule Darmstadt berufen. Gleichzeitig übernahm er die Leitung des Forschungsinstituts der Rhön-Rossitten-Gesellschaft (RRG), das 1933 in Deutsches Forschungsinstitut für Segelflug und 1937 in Deutsche Forschungsanstalt für Segelflug (DFS) umbenannt wurde. Bis 1945 entwickelte er die DFS als Leiter zu einer der großen Luftfahrtforschungsanstalten. Von 1937 bis 1945 war er auch Vorsitzender der Prüfungskommission der Ingenieurschule für Luftfahrttechnik (IfL), die der DFS angegliedert war.
Am 8. Juli 1937 beantragte Georgii die Aufnahme in die NSDAP und wurde rückwirkend zum 1. Mai desselben Jahres aufgenommen (Mitgliedsnummer 5.938.484). Im selben Jahr wurde er auf eine Forschungsprofessur im Reichsdienst in Berlin berufen. Damit unterstand er dem Luftfahrtministerium. Er wurde zum Wehrwirtschaftsführer ernannt und er wurde Obmann für Stratosphärenforschung an der Deutschen Akademie der Luftfahrtforschung. 1942 wurde er Mitglied einer vierköpfigen Forschungsführung des Reichsluftfahrtministers und Oberbefehlshabers der Luftwaffe, die den Kriegsbeitrag der deutschen Luftfahrtforschung organisieren und koordinieren sollte. Von 1943 bis zum Kriegsende wirkte Georgii als Geschäftsführer dieses Gremiums. Sein Vorgesetzter war der Abteilungsleiter und Chef der Technischen Luftrüstung Generalmajor Ulrich Diesing.
Nach dem Krieg trat er zunächst in französische Dienste ein; ab 1948 arbeitete er als beratender Meteorologe in Argentinien. Von 1950 bis 1955 war er Professor für Aerophysik in Mendoza und nahm nach seiner Rückkehr nach Deutschland 1955 die Arbeit bei der neu entstandenen DFS wieder auf. 1960 wurde die DFS überführt in die Flugwissenschaftliche Forschungsanstalt München (FFM), die 1963 eingegliedert wurde in die Deutsche Versuchsanstalt für Luftfahrt (DVL). Ab dieser Zeit war Georgii weiter als wissenschaftlicher Mitarbeiter mit dem Institut eng verbunden.
Die Bedeutung Georgiis liegt vor allem in seinem Engagement beim Aufbau der Segelflugforschung mit dem Ziel, den Segelflug wissenschaftlich zu untermauern und das Segelflugzeug als Forschungs- und Transportmittel zu entwickeln. Seine zahlreichen wissenschaftlichen Expeditionen ins Ausland schafften weltweite Kontakte und Anerkennung. Von 1930 bis Kriegsbeginn war er Präsident der Internationalen Studienkommission für den Segelflug (ISTUS) und ab 1948 Ehrenpräsident von deren Nachfolgeorganisation OSTIV (Organisation Scientifique et Technique du Vol à Voile).
Sein Sohn Hans-Walter Georgii war ebenfalls Meteorologe.

## Ehrungen
- Am 16. April 1997 wurde ein Platz vor dem ehemaligen Flugplatz am Griesheimer Sand nach Georgii benannt. Im Mai 2019 hat der Magistrat der Wissenschaftsstadt Darmstadt beschlossen, diese Ehrungen zurückzunehmen.